# クリスティン・シグルスダッテル
クリスティン・シグルスダッテル（古ノルド語：Kristin Sigurðardóttir, ノルウェー語：Kristin Sigurdsdatter, 1125年ごろ - 1178年）は、ノルウェー王女で、ノルウェー王マグヌス5世の母。シグルスダッテルは、姓ではなく、「シグルの娘」という意味のラストネーム。

## 生涯
クリスティンはノルウェー王シグル1世とマリムフリダ・ムスチスラヴナの娘である。ノルウェー貴族で、オークニー伯ラグンヴァルド・カリ・コルソンとともに行った十字軍で名声を得たエーリング・スカッケと結婚した。2人の間には1男マグヌスが生まれた。
クリスティンはシグル1世の唯一の嫡出子であった。1130年、シグル1世は嫡出の男子なく死去し、庶子のマグヌス4世が叔父のハーラル4世とともにノルウェー王となった。ハーラル4世にはインゲ1世、エイステイン2世、シグル2世およびマグヌスの4子がおり、その全てがノルウェー王となった。
インゲ1世が1161年に死去した後、クリスティンの息子マグヌスが8歳でノルウェー王として戴冠した（マグヌス5世・エーリングソン）。マグヌス5世は1184年に死去するまでノルウェー王として統治を行った。